# Ca' Faccanon
La Ca' Faccanon (littéralement « Maison Faccanon », le terme Ca’ vient du dialecte vénitien qui signifie « maison », équivalent du mot casa en italien), ou encore Palazzo Giustinian Faccanon est un palais de Venise, situé dans le quartier San Marco.
Construite en style gothique, elle appartenait à la famille Giustiniani, en la personne d'Ascanio Giustinian (XVIIe siècle), fils du procureur Girolamo de San Marco. L'édifice a été utilisé comme bureau de poste et siège du journal Il Gazzettino jusqu'en 1977,.